# Tri Battle Royale

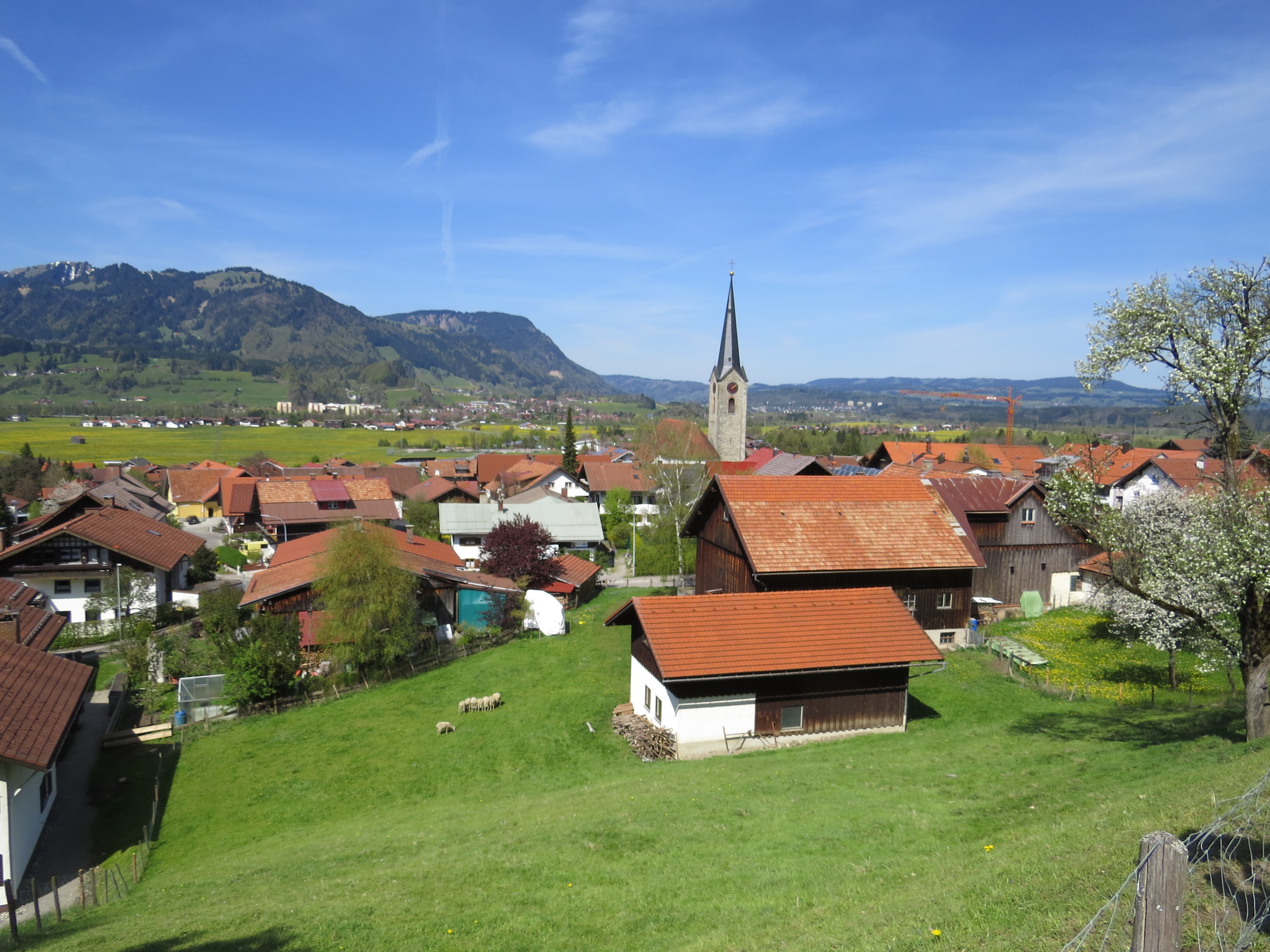
Burgberg im Allgäu

Tri Battle Royale war ein am 18. Juli 2021 in Immenstadt im Allgäu am Großen Alpsee ausgetragener Langdistanz-Triathlon zur Verbesserung der Weltbestzeit.

## Organisation
Die Weltbestzeit auf der Triathlon-Langdistanz hielt bis dahin der Deutsche Jan Frodeno aus dem Jahre 2016 mit 7:35:39 Stunden, aufgestellt bei der Challenge Roth.
Mit Jan Frodeno und dem Kanadier Lionel Sanders gab es nur zwei Teilnehmer: Frodeno gewann in neuer Weltbestzeit von 7:27:53 Stunden vor Sanders in 7:43:32 Stunden.
Die Organisation der Veranstaltung oblag der Plan A GmbH aus Saarbrücken.
- Der Start und das Schwimmen fanden im Großen Alpsee in Immenstadt statt. Gestartet wurde von einem Ponton im See. Unter Wasser war eine Orientierungsleine angebracht, um die Ideallinie zu kennzeichnen.[4][5]
- Ein abgesperrtes Teilstück der Bundesstraße 19 wurde mit dem Rad fünfmal als Pendelstrecke durchfahren. Die Enden waren mit großen Rampen zum schnellen Wenden umgebaut und die Verpflegung erfolgte durch Motorräder.
- Der Marathon mit Zieleinlauf führte auf einer 10,55 Kilometer langen Strecke um das Dorf Burgberg im Allgäu ins Ziel, welche viermal zu bewältigen war.[6]

## Ergebnisse

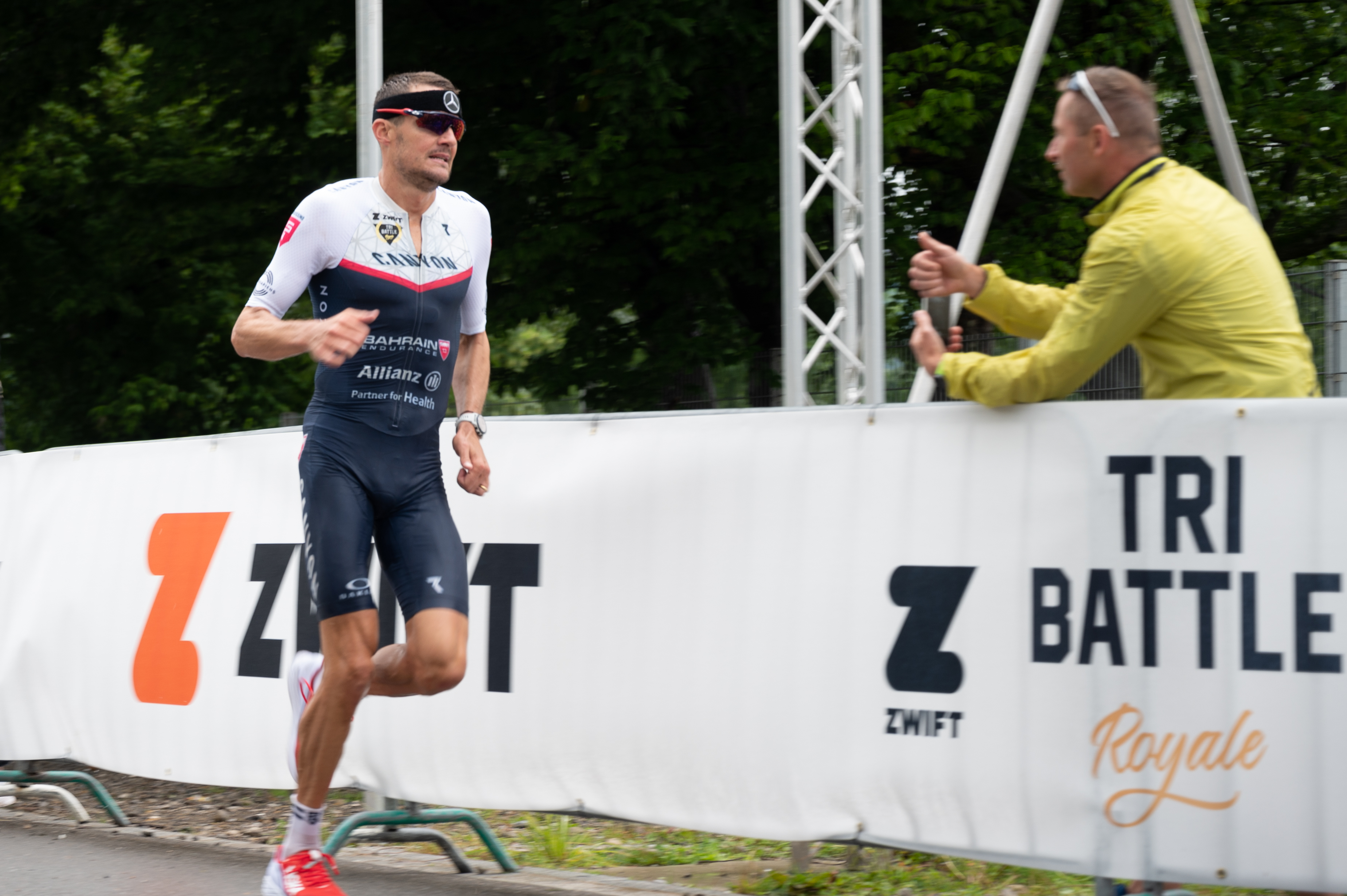
Der Deutsche Jan Frodeno auf der Laufstrecke der Tri Battle Royale

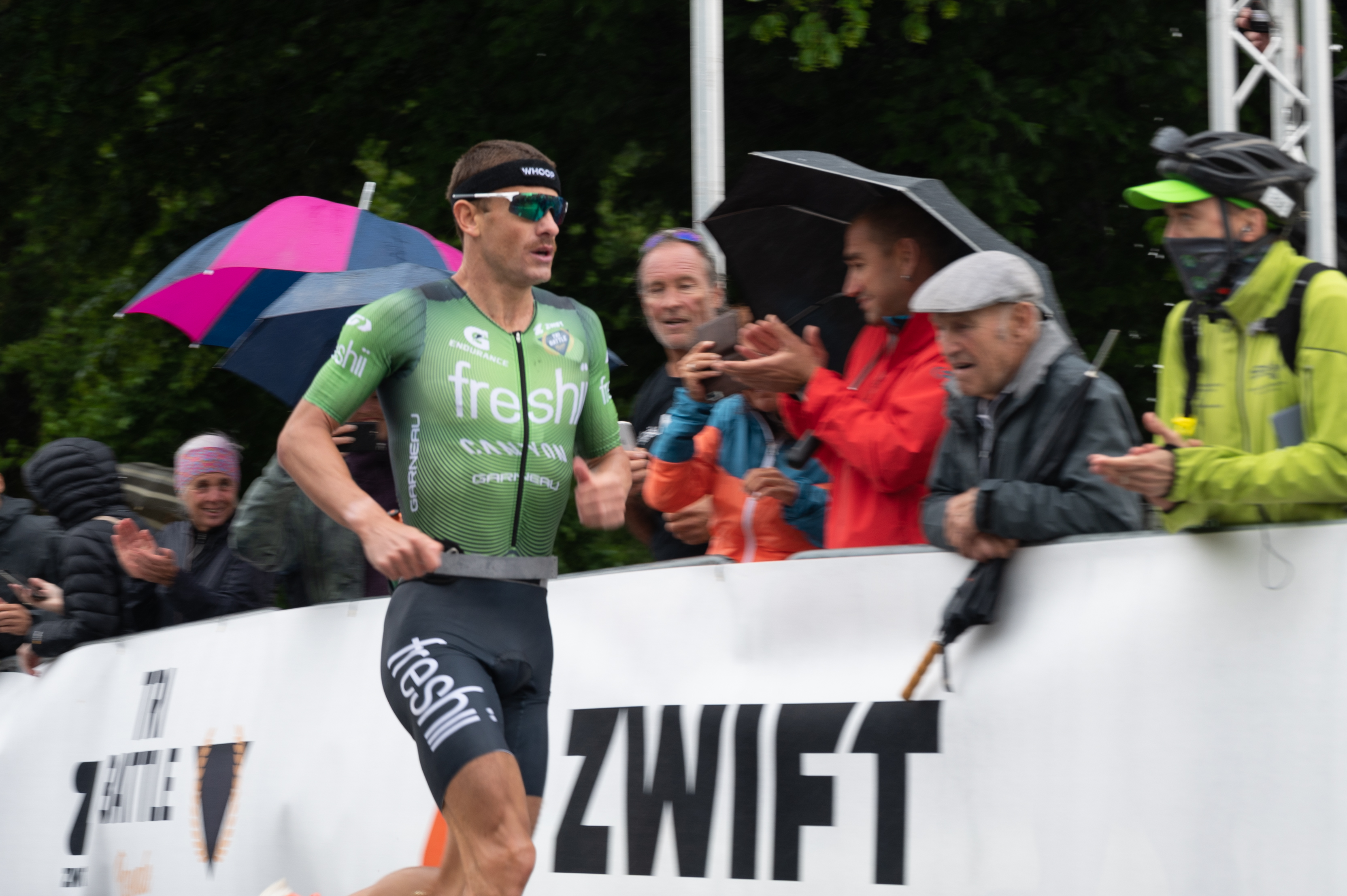
Der Kanadier Lionel Sanders bei der Tri Battle Royale

Jan Frodeno:
Schwimmen: 45:58;
T1: 00:59;
Rad: 3:55:22;
T2: 1:13;
Laufen: 2:44:21;
7:27:53 Stunden
Lionel Sanders:
Schwimmen: 50:58;
T1: 00:39;
Rad: 4:00:26;
T2: 00:58;
Laufen: 2:50:29;
7:43:32 Stunden
(Quelle:)